# Crisi delle Isole Falkland (1770)
Con la "crisi delle Falkland" del 1770 si indica uno scontro diplomatico insorto fra Regno Unito e Spagna circa il possesso delle Isole Falkland nell'Atlantico Meridionale. Questi eventi portarono sull'orlo della guerra aperta tra Francia, Spagna e Gran Bretagna - queste nazioni erano pronte a spedire le flotte per contendersi la sovranità su isole sterili ma strategicamente importanti. Alla fine il venir meno dell'aiuto da parte della Francia costrinse la Spagna a recedere e a porgere scuse ufficiali alla Gran Bretagna.

## Antefatti

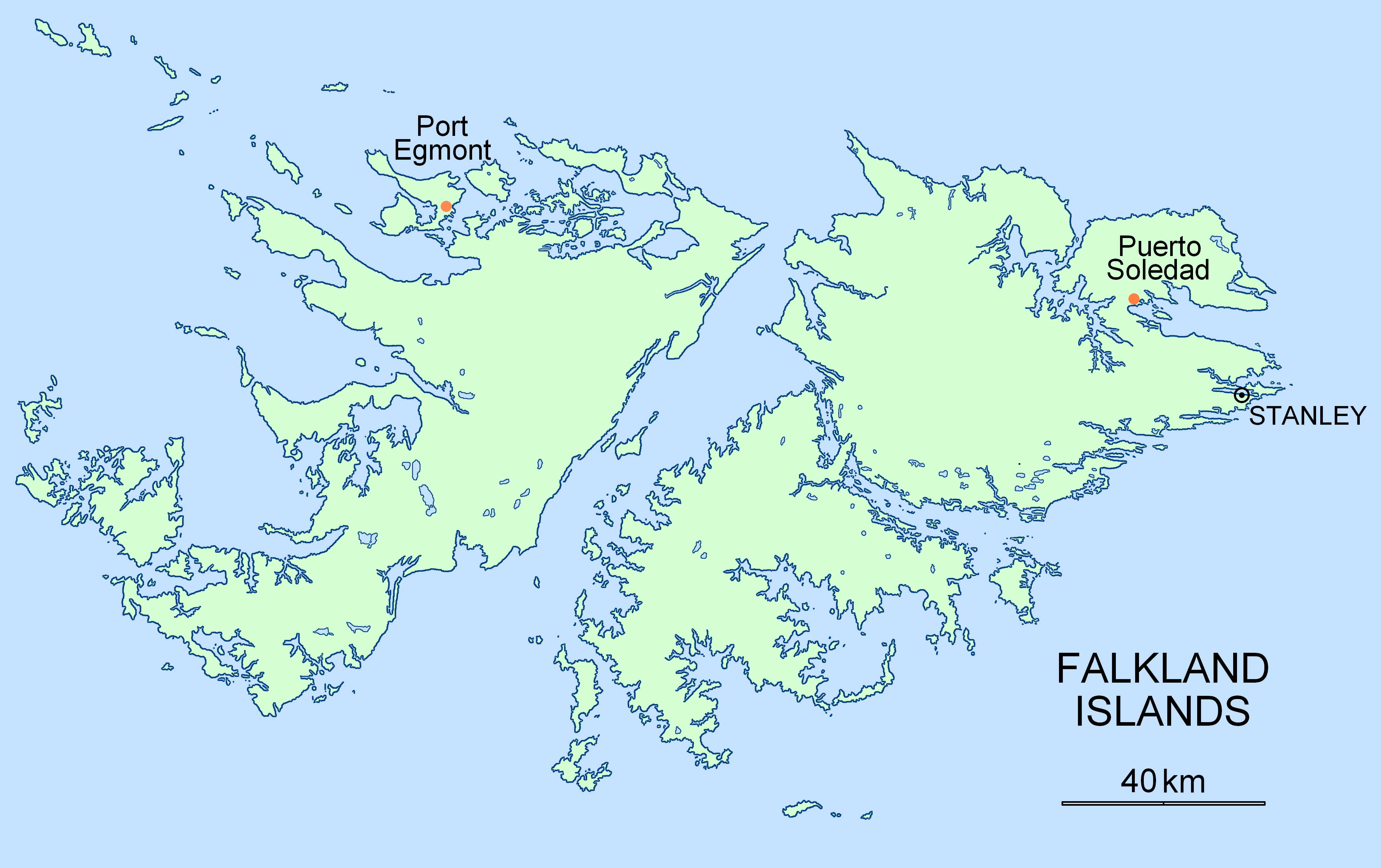
Port Egmont, Isole Falkland

Il primo esploratore europeo che avvistò le isole si ritiene sia stato l'olandese Sebald de Weert nel gennaio del 1600. Tuttavia, diversi storici inglesi e spagnoli sostengono che siano stati i propri esploratori a scoprire precedentemente le isole, portando così ad accampare pretese di possesso da ambe le parti. Nel gennaio 1690, il navigatore inglese John Strong, capitano della Welfare, attraversò il braccio di mare tra le due isole principali e gli attribuì il nome di "Falkland Channel" (oggi "Falkland Sound"), in omaggio ad Anthony Cary, 5° Visconte Falkland. L'arcipelago in seguito fu indicato col nome di questo canale.
Alla fine del XVI secolo, queste isole furono avvistate da navigatori inglesi. Durante il XVII secolo il governo inglese stava per accampare una timida pretesa su queste isole, ma ciò non accadde fino al 1748 - a seguito del rapporto stilato dall'ammiraglio George Anson - quando Londra cominciò a considerare con maggiore attenzione la questione. Le obiezioni sollevate dalla Spagna verso una progettata spedizione inglese ebbero l'effetto di porre in cantiere un progetto bellico, ma la questione fu messa da parte per il momento. Rebus sic stantibus, si sarebbe potuto avere un equilibrio instabile se non fosse intervenuto inaspettato nella questione un terzo incomodo, la Francia.
Dopo la conclusione della Guerra dei sette anni, la Francia cercò di migliorare la sua posizione nell'Atlantico meridionale. Louis-Antoine de Bougainville sbarcò nelle Falkland con l'intento di fondare una base permanente, cui fu dato il nome di Port Saint-Louis (poi chiamato semplicemente Port Louis in suo onore). Allo stesso tempo, all'insaputa gli uni degli altri, anche gli inglesi guidati da John Byron sbarcarono a Port Egmont nell'isola Falkland occidentale. Rispondendo alle sollecitazioni della Spagna, la Francia consegnò Port Louis alla sua alleata, anche se nessuno dei due alleati era ancora a conoscenza della vicinanza degli inglesi, finché per caso non avvistarono delle navi nel dicembre 1769.

## La crisi

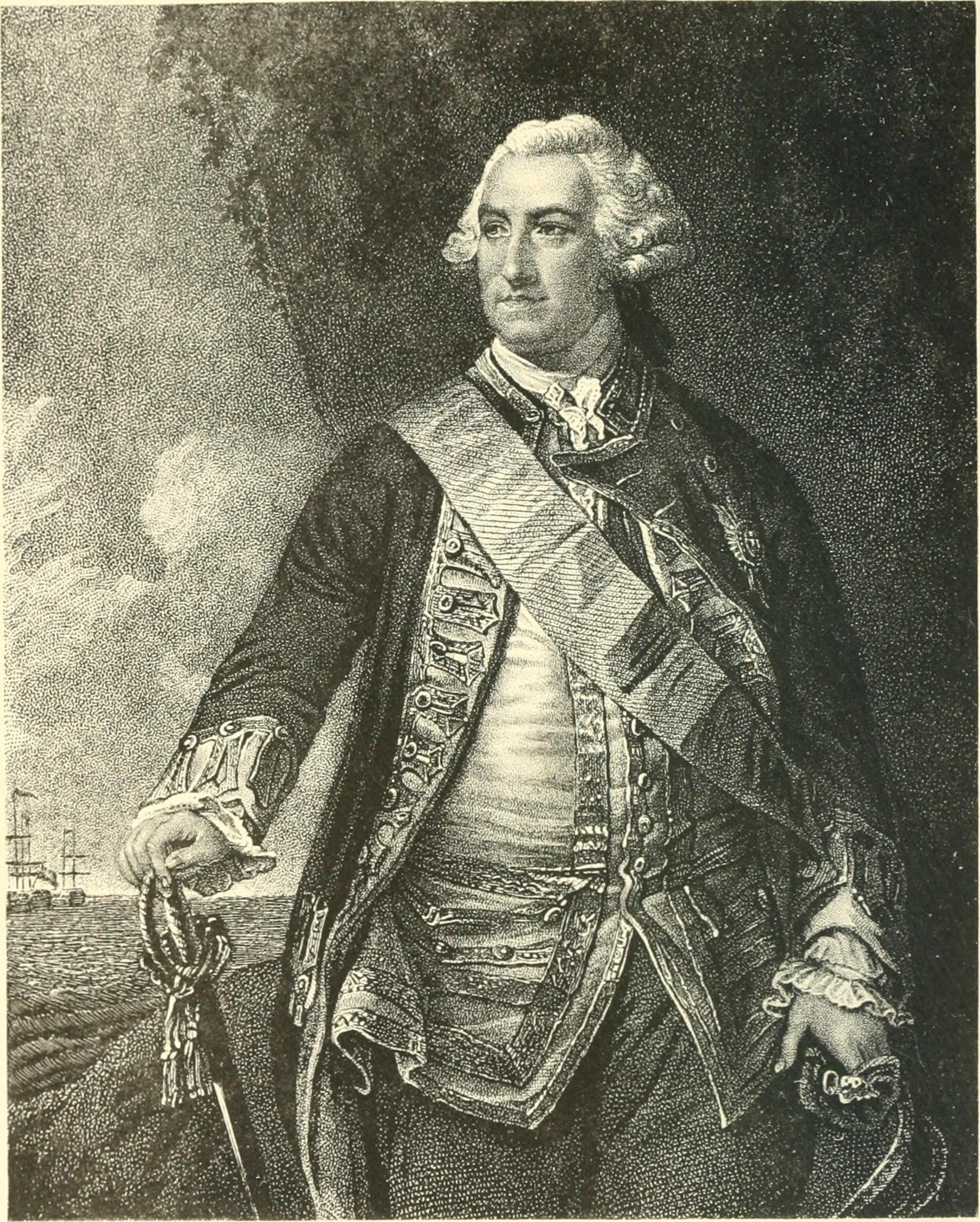
Edward Hawke, 1º Barone Hawke Primo Lord dell'Ammiragliato che mobilitò la Royal Navy durante la crisi.

Nel giugno 1770, il governatore spagnolo di Buenos Aires Buccarelli inviò cinque fregate a Port Egmont che sbarcarono circa 1600 fanti di mare. La piccola guarnigione inglese si arrese subito. Nel Parlamento in seduta nel mese di novembre, i parlamentari, per "l'ingiuria fatta alla corona di Gran Bretagna", chiesero un immediato intervento da parte di William Pitt. L'opinione pubblica era sdegnata già per quanto era successo nel 1768 quando la Gran Bretagna non riuscì ad evitare l'annessione della Corsica da parte della Francia e si temeva un ripetersi della stessa situazione per le Falkland. Il Foreign Office "iniziò la mobilitazione in previsione di un probabile conflitto".
In mezzo a questo turbinio di minacce e contro-minacce, la Spagna cercò di rinforzare la sua posizione ottenendo l'aiuto della Francia, invocando il Patto di famiglia tra i due monarchi appartenenti alla dinastia dei Borbone. Per un certo periodo sembrò che tutti e tre i paesi fossero in procinto di dichiararsi guerra, tanto più che César Gabriel de Choiseul, Duca di Praslin, il ministro francese della guerra e degli affari esteri, si trovava in uno stato d'animo propenso al conflitto. Ma Luigi XV si spaventò, dicendo al cugino Carlo III "il mio ministro vuole la guerra, ma io certamente no." Choiseul venne rimosso dall'incarico e la Spagna, senza l'aiuto della Francia, fu costretta a cercare un compromesso con l'Inghilterra.

## Conseguenze
Nel gennaio 1771, gli inglesi ripristinarono la loro base di Port Egmont, anche se tutta la questione della sovranità fu semplicemente aggirata, restando una fonte di problemi futuri (si veda la Guerra delle Falkland del 1982), sempre fra l'Inghilterra e lo Stato subentrato alla Spagna, l'Argentina. Su questa disputa internazionale, Samuel Johnson nel suo pamphlet Thoughts on the late Transactions Respecting Falkland's Island, considerando il problema dell'Inghilterra nel possedere queste lontanissime isole situate di fronte ad una ostile terraferma, scrisse "...una colonia che non avrebbe mai potuto diventare indipendente, perché non avrebbe mai potuto mantenersi da sola."
La crisi rafforzò notevolmente il primo ministro inglese Lord North e favorì l'opinione che durante la Guerra d'indipendenza americana la Francia non si sarebbe immischiata nelle questioni coloniali dell'Inghilterra. In Francia, invece, la crisi pose fine alla carriera di Choiseul, che non ricoprì più alcun importante incarico nel governo francese. Comunque, il conte di Vergennes salì subito al potere ed ebbe opinioni simili a quelle di Choiseul sulla necessità di rovesciare le conquiste inglesi della Guerra dei sette anni per l'equilibrio di potere in Europa, impostando così la scena per un futuro impegno della Francia nelle colonie nordamericane.